# كيدمون
كيدمون هو أول شاعر إنجليزي من «نورثومبريا» وواحد من الانجلو-ساكسون والذي كان يعتني بالحيوانات في الدير المزدوج لـِ«سترين شالش» وذلك من خلال الدير (657-680) للقديس «هيلدا» (614-680)، وكان في الواقع جاهلاً بِفن الأغنية، ولكنه تعلّم أن يؤلف واحدة وذلك أثناء حلم في إحدى الليالي، وفقاً للراهب بيدي في القرن الثامن الميلادي. وأصبح بعد ذلك راهب حماسي وشاعر مسيحي مُلهم ومُنجز.
كيدمون هو واحد من اثنى عشر شاعراً انجلو ساكسونياً  ذُكِروا في مصادر القرون الوسطى، وقد نجى واحد فقط من ثلاثة مصادر يجمل معلومات عن سيرتُه الذاتية وأمثلة من أدبياته. وترتبط قصته «بالتاريخ الكنسي للشعب الانجليزي» وفقاً للقديس «بيدي» والذي كتب «طكان هناك في دير آبس، أخ مُعيّن مُلاحظ عليه رضا الله، وكان مُعتاداً على صُنع الأشعار الدينية، وسرعان ما كان يصنعُها بناءً على ما يُفسر إليه من  الكتاب المقدس وكان بها الكثير من التواضع والعذوبة وذلك ب اللغة الإنجليزية القديمة حيثُ كانت لُغته المحلية». وقد تحمس الكثيرون بسبب تلك الأبيات إلى زُهد العالم والتوق إلى الجنة والنعيم.

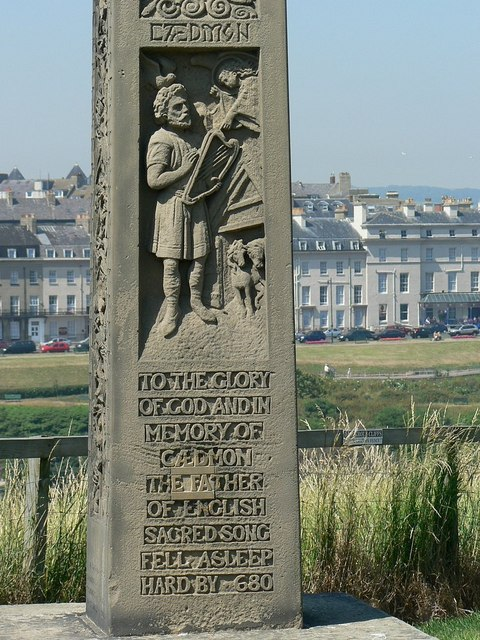
ذِكرى "كيدمون" بساحة كنيسة القديسة "ماري"، ويتبي. قراءة النقش: "لتمجيد الرب ولذكرى كيدمون والد الأغنية الإنجليزية المُقدسة، غلبه النُعاس بصعوبة

والعمل الوحيد المُتبقى والمعروف «لِكيدمون» يُسمى «كيدمنز هيم» أي «ترنيمة كيدمون»، وهي قصيدة مدح عامية مُتجانسة مكونة من تسعة أسطر تكريماً لله والتي من المُفترض أنه كان قد تعلّم غنائها في حلمهُ الأولىّ.
القصيدة هي واحدة من الأمثلة المُوثقة والمُبكرة للشعر الانجليزي وهي تُعتبر من بين ثلاث قصائد مرشحة كأقدم مثال موّثق للغة الإنجليزية القديمة والقصائد هي «الرونيك» و«روثويل كروس» و«فرانكس كاسكيت».
وهي أيضاً واحدة من أقدم الأمثلة المُسجلّة للشعر المتين والعتيق في اللغة الألمانية.

## سرد بيدي
إن المصدر الوحيد للمعلومات الأصلية عن حياة وعمل «كيدمون» هو «تاريخ الشعب الكنسي»  وفقاً «لبيدي»، «كيدمون» كان أخ عامل أو غير مُتخصص والذي كان يعتني بالحيوانات في دير «سترين شالش» والمعروف الآن باسم ( ويتبي آبي). وفي إحدى الليالي وبينما كان الرهبان يحتفلون بالولائم ويغنون ويعزفون القيثارة. غادرهم «كيدمون» مُبكراً وذهب لينام مع الحيوانات لأنه لم يكن يعرف أي أغنية.
وكان الانطباع الذي أعطاه القديس «بيدي» هو أن «كيدمون» كان ينقُصُه معرفة كيفية تكوين كلمات أغاني، وفي أثناء نومه، حلم بأن هُناك شخص دعاه وسأله أن يُغني «برينسيبيوم كريتوراروم» أي «بداية خلق الأشياء». وبعد أول رفض للغناء، انتج «كيدمون» لاحقاً قصيدة مدحية قصيرة، يمدح فيها الرب، خالق السماء والأرض.
وبعد الاستيقاظ في صباح اليوم التالي، تذكر «كيدمون» كل شيء قام بغنائه وقام بإضافة بعض الأسطر الإضافية لقصيدته. وقام بإخبار كبير العُمال عن حلمه وعن تلك المنحة والعطية، وقد أُخذ على الفور لكي يرى الراهبة الرئيسة.
قامت الراهبة الرئيسة ومستشاريها بسؤال «كيدمون» عن رؤيته، وارتضوا جميعاً أنها كانت منحة من الرب، وكلّفوه بتفويض جديد، ولكن هذه المرة كانت قصيدة مُعتمدة على «ممر التاريخ المقُدس أو العقيدة»، على سبيل الاختبار.
وعندما عاد «كيدمون» في صباح اليوم التالي بالقصيدة المطلوبة، أُمر باتخاذ وعود الرهبانية. وأمرت الراهبة الرئيسة عُلمائها وفقهائها بتعليم «كيدمون» التاريخ المقدس والعقيدة. ويسجل «بيدي» أنه وبعد ليلة واحدة من التعلُم، تحول «كيدمون» إلى آية من الجمال. وفقاً «لبيدي»، «كيدمون» كان المسؤول عن عدد كبير من النصوص الشعرية العامية الرائعة لمجموعة من المواضيع المسيحية المتنوعة.
وبعد حياة طويلة، تقية، وحماسية، توفيّ «كيدمون» كقديس: مُتلقى نذير الموت، وطلب أن يُنقل إلى مُستشفى الدير حيث المرضى الميؤوس من شفائهم، وكان أصدقائه مُجتمعين حوله، وقد انتهى بعد تلقيه القربان المقدس وذلك قبل الفجر. وعلى الرغم من أنه في أغلب الأحيان يُدرج كقديس، إلا أن هذا لم يؤكد من قِبل «بيدي»، وقد تم مؤخراً الدفع بأن هذه التأكيدات غير صحيحة.
إن تفاصيل قصة «بيدي»، وعلى وجه الخصوص الإعجاز لوحى «كيدمون» الشعري، ليست مقبولة عموماً من جانب الهلماء على أنها دقيقة تماماً، ولكن لا يبدو أن هناك سبب وجيه للشك بوجود شاعر يُسمى «كيدمون». إن سرد «بيدي» يجب أن يُقرأ في إطار الإيمان المسيحي بالمُعجزات، وهذا يُظهر على الأقل أن «بيدي» شخص متعلم وذكي، مؤمن بأن «كيدمون» شخصية مهمة جداً في تاريخ الحياة الفكرية والدينية الإنجليزية.

## تواريخ
لم يُعطِ «بيدي» تواريخ مُحددة لتاريخه. يُقال أن «كيدمون» تسلّم أوامر مُقدسة في سن مُتقدمة. مما يُعنى أنه عاش في «سترينوشالش» فترة من الوقت خلال حكم «هيلدا» (657-680). ويظهر في الفصل الخامس والعشرين، الجزء الثاني من كتاب «تاريخ الشعب الكنسي» أن وفاة «كيدمون» حدثت تقريباً في نفس وقت حريق «كولينج هام آبي». وهذا الحدث مؤرخ في نص من «الانجلو –ساكسون كرونيكال» أي «تاريخ أحداث الانجلو-ساكسون» إلى عام 679، ولكن بعد عام 681  ووفقاً «لبيدي» فإن السطور الافتتاحية للفصل الخامس والعشرين، قد تشير بشكل عام إلى مهنة «كيدمون» كشاعر. وعلى الرغم من ذلك فإن الحدث التالي المؤرخ في «تاريخ الشعب الكنسي» هو مُداهمة الملك «اوكيكفرير» لإيرلندا عام 684 وذلك في (الجزء الثاني، الفصل السادس والعشرين) وبالجمع سوياً، فإن هذه الأدلة تُشير إلى فترة نشطة بدايةً فيما بين عامي 657 و 680 ونهايةً فيما بين عامي 679 و 684.

## اكتشافات حديثة
المعلومة التاريخية الوحيدة والمتعلقة بسيرته الذاتية والتي استطاعت الدراسات الحديثة إضافتها إلى سرد «بيدي» تخص أصول اسم الشاعر البريثونية. وبالرغم من أن «بيدي» ذكر أن لغة «كيدمون» هي الإنجليزية، فإن أصل الشاعر اسكتلندي: من بروتو ويلش. ورجح الكثير من العلماء أن «كيدمون» كان يتحدث بلغتين بُناءً على أصل هذه الكلمة. وكان «هيلدا» على اتصال وثيق مع التسلسلات الهرمية الدينية والسياسية وبعض نظائرها في الشعر الإيرلندي القديم. ولكن هناك علماء آخرون لاحظوا توضيح مُعين فيما يخص علم الأسماء إلى «آدم كيدمون» في اسم الشاعر، وربما تكون القصة بأكملها مجازية

## مصادر أخرى من القرون الوسطى

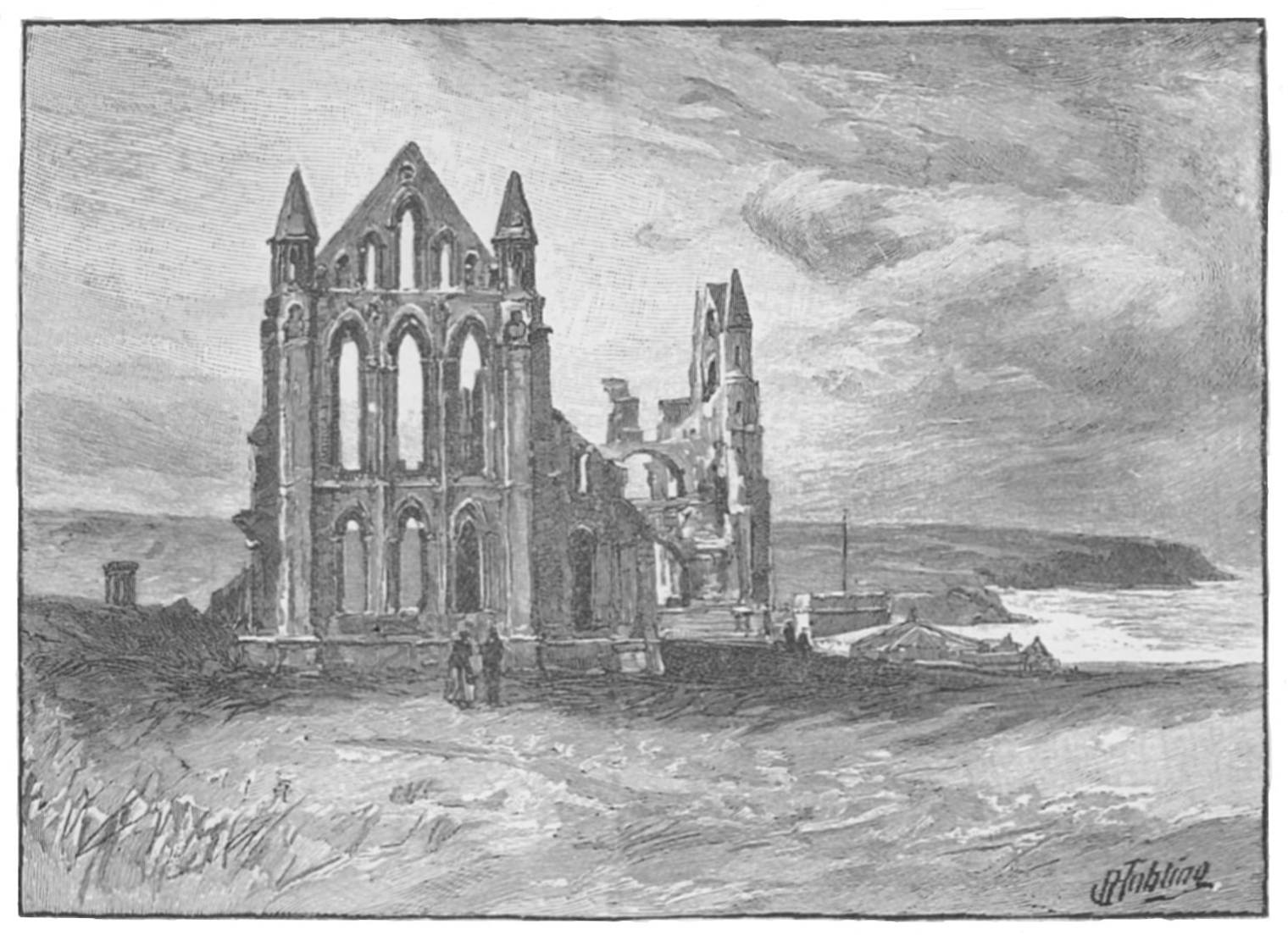
أنقاض "سترونشالش" (ويتبي آبي) في شمال "بوركشاير". انجلترا، وُجِدت عام 657 بواسطة القديس "هيلدا"، وتعرض الدير لهجوم من الفايكينج عام 867 وتم هجره. تمت إعادة بنائه مرة أخرى عام 1078 وازدهر حتى عام 1540 حين جاء "هنري الثامن" وقام بتدميره

## ترنيمة «كيدمون»

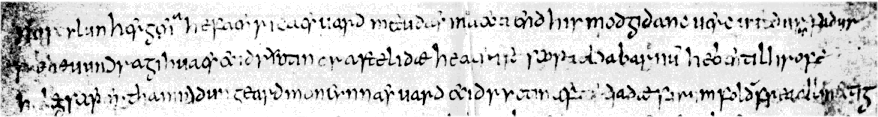
"كيدمنز هيم" تم إيجاد واحدة من مرشحتين اثنتين لأقدم نسخة ناجية "لكيدمنز هيم" –ترنيمة كيدمون- في "ذا موور بيدي" فيما يقرب عام 737 والذي يُعقد عن طريق مكتبة جامعة كامبريدج. أما المرشحة الأخرى توجد في المكتبة الوطنية لروسيا بسان بطرسبرج.